# 桜田電気工業

桜田電気工業株式会社（さくらだでんきこうぎょう）は東京都港区に本社を持つ電設資材の卸売とFA事業を行う企業。メインは電設資材の卸売で長野県が事業のメインであり、長野県のほうが知名度が高い。　

## 支店・営業所
- 松本支店 ： 長野県松本市大字笹賀7600-8
- 岡谷営業所 ： 長野県岡谷市長地権現町4-6-35
- 伊那営業所 ： 長野県伊那市伊那部2393-1サクラビル